# Psilotrichum leptostachys
Psilotrichum leptostachys är en amarantväxtart som beskrevs av C. C. Towns. Psilotrichum leptostachys ingår i släktet Psilotrichum och familjen amarantväxter. Inga underarter finns listade i Catalogue of Life.